# Хасан Ахунд
Мулла Мохаммад Хасан Ахунд ((не раніше 1945 і не пізніше 1958 , Панджавіd, Королівство Афганістан ), пушту ملا محمد حسن اخوند) — виконуючий обов'язки прем'єр-міністра Ісламського Емірату Афганістан з 7 вересня 2021 року. Один із засновників і лідерів руху «Талібан» — польовий командир афганських моджахедів.

## Біографія
Мохаммад Хасан Ахунд народився в Пашмулі, район Панджваї, провінція Кандагар.
У період з 1996 по 2001 рік, коли Ісламський Емірат Афганістан фактично контролював більшу частину території Афганістану, Мохаммад Хасан Ахунд обіймав посади міністра закордонних справ і заступника прем'єр-міністра на території, контрольованій талібами. Також обіймав посаду губернатора міста Кандагар.
З січня 2001 року перебуває під санкціями ООН.
Станом на 2009 рік Мохаммад Хасан Ахунд був у складі керівної ради руху «Талібан» — Шури — і незабаром став його очільником.
Був політичним радником мулли Мухаммеда Омара — лідера талібів, убитого у 2011 році.
На тлі виведення американських військ у першій половині серпня 2021 року бойовики «Талібану» активізували наступ на урядові сили в Афганістані. 15 серпня вони увійшли в Кабул і взяли під контроль президентський палац. Незабаром президент Афганістану Ашраф Гані втік з країни.
7 вересня 2021 року «Талібан» оголосив склад тимчасового уряду Афганістану. Виконуючим обов'язки прем'єр-міністра був призначений Мохаммад Хасан Ахунд.